# Stanisław II Odrowąż
Stanisław Odrowąż armoiries Odrowąż (1509-1545) est voïvode de Ruthénie (1543-1545), de Podolie (1535), de Bełz (1535), castellan de Lviv (1533-1535), de Biecz (1533), et gouverneur général de Ruthénie à partir de 1534, staroste de Sambir en 1513 et de Zamech en 1540.
Il est le fils de Jan Odrowąż, plus tard voïvode de Ruthénie, et d'Anna Jarosławska-Tarnowska armoiries Leliwa (pl).
Il est membre de la Diète de Piotrków de 1533 (pl) des terres de Przemysl (pl). 
En février 1537, lui et sa femme Anna sont condamnés par le tribunal de la Diète pour outrage à la majesté. En conséquence, il est privé des starosty de Lviv, de Samborsk et de Bar en Podolie.
Il a eu deux épouses :
- Katarzyna Górka armoiries Łodzia, fille de Łukasz (pl),
- Anne de Mazovie, fille du duc de Mazovie Conrad III le Roux.

Il a une fille, Zofia Odrowąż, qui épouse Jan Krzysztof Tarnowski (en), puis le castellan Jan Kostka. Anne, fille de Sophie et de Jan Kostka, épouse le prince Alexandre Ostrogski.